# David Schwertner
David Schwertner (auch: Schwerdtner; * 24. Oktober 1625 in Kratzau; † 6. Mai 1666 in Aschersleben) war ein deutscher lutherischer Theologe.

## Leben
Der einer böhmischen Exulantenfamilie entstammende Schwertner immatrikulierte sich am 6. Juni 1644 an der Universität Wittenberg, wo er ein Studium der philosophischen Wissenschaften absolvierte, was er an der Universität Leipzig fortsetzte. Dort erwarb er sich den akademischen Grad eines Magisters, habilitierte sich, wurde Assessor an der Philosophischen Fakultät und 1659 Professor der Ethik. Sein eigentliches Ziel jedoch war es eine theologische Laufbahn einzuschlagen. Er wurde Baccalaureus der theologischen Fakultät und avancierte am 7. Juli 1659 zum Lizentiaten der Theologie.
Als solcher wurde er Kollegiat des großen Fürstenkollegiums der Hochschule. Schwertner hatte sich auch an den organisatorischen Aufgaben der Leipziger Universität beteiligt. So war er Dekan der philosophischen Fakultät und in den Wintersemestern 1662, 1656 Rektor der Alma Mater.
1665 folgte er einem Ruf als Oberpfarrer an die St.-Stephani-Kirche und Superintendent nach Aschersleben, wo er im Folgejahr verstarb.
Aus seiner am 16. Januar 1656 in der Leipziger Nikolaikirche geschlossenen Ehe mit Anna Magaretha, der Tochter des Zittauer Kantors Simon Crusius (* 24. März 1607 in Leipa; † 12. April 1678 in Zittau), ist der Sohn Johann David Schwerdtner (1658–1711) bekannt.

## Werke (Auswahl)
- Idea Summi Boni Practici. Leipzig 1654
- Inclutaque Facultate Philosophica conscia, Agōnisma Ēthikon De Veracitate, Ejusque Opposito Mendacio. Leipzig 1657
- Licentiaturam Theologicam, Viri Excellentissimi, Dn. M. Davidis Schwertneri, Crazovia Bohemi, SS. Theologiae Baccalaurei, Moralium in inclyta Lipsiensi Professoris Publici, Facultatis Philosophicae Assessoris, & Collegii Maioris Principum Collegiati, Impetratam die IV. Cal Iulii St. V. Anni O.R. MDC.ILX.: Gratulatione, ominibusq[ue] laetis prosequuntur Amici e Zittaviensibus. Zittau 1659
- Jesus Christus Heri, Hodie Est Idem Et In Secula. Leipzig 1659
- Panegyricus Parentalis Summo & iam beato Theologo Johanni Hulsemanno, S.S. Theol. Doctori & Professori Publico in hac & Wittebergensi Academia per XXXI. annos longe celeberrimo …Leipzig 1662
- Disputatio Ethica Prima De Summo Bono Practico, Quod Sit Et Quid Sit. Leipzig um 1665

## Weblink
- Druckschriften von und über David Schwertner im VD 17.

| Personendaten    | Personendaten                   |
| ---------------- | ------------------------------- |
| NAME             | Schwertner, David               |
| ALTERNATIVNAMEN  | Schwerdtner, David              |
| KURZBESCHREIBUNG | deutscher lutherischer Theologe |
| GEBURTSDATUM     | 24. Oktober 1625                |
| GEBURTSORT       | Kratzau                         |
| STERBEDATUM      | 6. Mai 1666                     |
| STERBEORT        | Aschersleben                    |